# The Great Game (film, 1952)
Pour les articles homonymes, voir The Great Game.
Pour plus de détails, voir Fiche technique et Distribution.
The Great Game est un film britannique de Maurice Elvey sorti en 1952. C'est un remake du film The Great Game de Jack Raymond sorti en 1930. Le scénario original fut toutefois légèrement modifié. Dans la version de 1930, le petit club gagne la Coupe d'Angleterre tandis que dans la version de 1952, le petit club tente d'éviter la relégation.

## Synopsis
Un petit club de football, en proie à des problèmes internes, tente d'éviter la relégation.

## Fiche technique
- Réalisation : Maurice Elvey
- Production : Advance Films
- Durée : 80 minutes

## Distribution
- James Hayter : Joe Lawson
- Thora Hird : Miss Rawlings
- Diana Dors : Lulu Smith
- Sheila Shand Gibbs : Mavis Pink
- John Laurie : Wells
- Glyn Houston : Ned Rutter
- Geoffrey Toone : Jack Bannerman
- Jack Lambert : M. Blake
- Meredith Edwards : Skid Evans
- Alexander Gauge : Ben Woodhall
- Frank Pettingell : Sir Julius